# Pseudochirella obesa
Pseudochirella obesa is een eenoogkreeftjessoort uit de familie van de Aetideidae. De wetenschappelijke naam van de soort werd in 1920 voor het eerst geldig gepubliceerd door Georg Ossian Sars.